# Cuproníquel
O cuproníquel é uma liga metálica de cobre e níquel com até 30% de níquel. Oferece uma boa resistência à corrosão e à fadiga, geralmente usado na manufatura de moedas, condensadores e equipamentos de destilação.
A alpaca é uma liga semelhante, com adição de zinco.